# Молодіжна збірна Сенегалу з футболу
Молодіжна збірна Сенегалу з футболу — представляє Сенегал в молодіжних міжнародних матчах і турнірах з футболу. Керується Сенегальською федерацією футболу.

## Історія
Молодіжна збірна Сенегалу дебютувала на континентальному чемпіонаті 1983 року. Найвище досягнення другі місця в 2015 та 2017 роках.
На фінальній стадії молодіжного чемпіонату світу вперше брала участь в 2015 році посівши підсумкове четверте місце.

## Виступи на молодіжному ЧС
- 1979 — 2013 — не кваліфікувалась
- 2015 — 4-е місце
- 2017 — 1/8 фіналу
- 2019 — 5-е місце

## Досягнення
- Чемпіонат Африки:
  -  Віце-чемпіон (2): 2015, 2017